# کاشانتو
کاشاتو روستایی از توابع بخش بیستون  شهرستان هرسین در استان کرمانشاه است.
این روستا در همسایگی روستاهای مالامیری و محمودآباد کاشانتو قرار گرفته‌است و از نظر تقسیمات کشوری جزء دهستان چمجمال در بخش بیستون شهرستان هرسین به حساب می‌آید. در لغت‌نامهٔ دهخدا راجع به این روستا این‌گونه آمده‌است:
کاشانتو. (اِخ) دهی از دهستان چمچال بخش صحنه شهرستان کرمانشاهان، واقع در ۲۴هزارگزی باختر صحنه و ۲ هزارگزی خاور شوسهٔ کرمانشاه به سنقر. دشت و سرد و معتدل، سکنهٔ آن ۳۶۰ تن است. آب از رودخانهٔ دینور دارد. محصول آن غلات و تریاک و برنج و حبوبات و توتون و شغل اهالی زراعت است. راه مالرو دارد. از طریق نادری اتومبیل می‌توان برد. محمودآباد، مالمیری، تازه‌آباد جزء این آبادی منظور شد (فرهنگ جغرافیایی ایران ج ۵).

## کشاورزی و اهمیت روستا در منطقه
به نظر می‌رسد که اشارهٔ دهخدا به کشت تریاک در این روستا از باب تنوع محصولات بوده باشد نه اینکه این محصول به مانند دیگر محصولات، کشت غالب منطقه را تشکیل می‌داده‌است. پس از خشکسالی‌های اخیر و کم شدن آب رودخانه‌ها و روی آوردن مردم به آب چاه که به علت سردی آب برای آبیاری مزارع مناسب نمی‌باشد، دیگر از آن خبری نیست. در حال حاضر کشت محصول گندم به همراه برخی دیگر از محصولات آبی، سطح وسیعی از مزارع این روستا را به خود اختصاص داده‌اند.
 حتی جهت شناخته شدن برخی از روستاه‌های اطراف آن مانند علی‌آباد کاشاتو یا محمودآباد کاشاتو، این روستاها را با پسوند «کاشاتو» نامگذاری نموده‌اند.

## آثار ملی
از نظر آثار قدیمی و ملی به ثبت رسیده این روستا، می‌توان از «تپه قبرستان کاشانتو» (کد: ۶۹۸۳–۱۰/۱۰/۸۱) که در ۵۰ متری ضلع شرقی رودخانه «دینورآب» واقع شده‌است، نام برد.